# Charles Louis Alphonse Laveran
Charles Louis Alphonse Laveran, francoski zdravnik, * 18. junij, 1845, Pariz, Francija † 18. maj, 1922, Pariz, Francija.
Kot sin vojaškega kirurga je Laveran končal medicino leta 1867 na Univerzi v Strassbourgu in končno tudi sam postal vojaški kirurg. V letih 1878 in 1883 je služil v Alžiriji, kjer je imel mnogo priložnosti za raziskovanje malarije. Leta 1880 je odkril povzročitelja malarije in ugotovil, da  to ni bakterija, temveč pražival. To je bil prvi primer, da so prepoznali pražival in ne bakterije kot povzročitelja bolezni.
Laveran je še deset let služil v armadi v Franciji, nato pa se je upokojil in odšel leta 1896 na Pasteurjev inštitut, kjer je preostanek življenja posvetil tropskim boleznim. Leta 1907 je dobil Nobelovo nagrado za fiziologijo ali medicino za odkritje povezave med praživalmi in boleznijo.